# Joanna Pfaff-Czarnecka

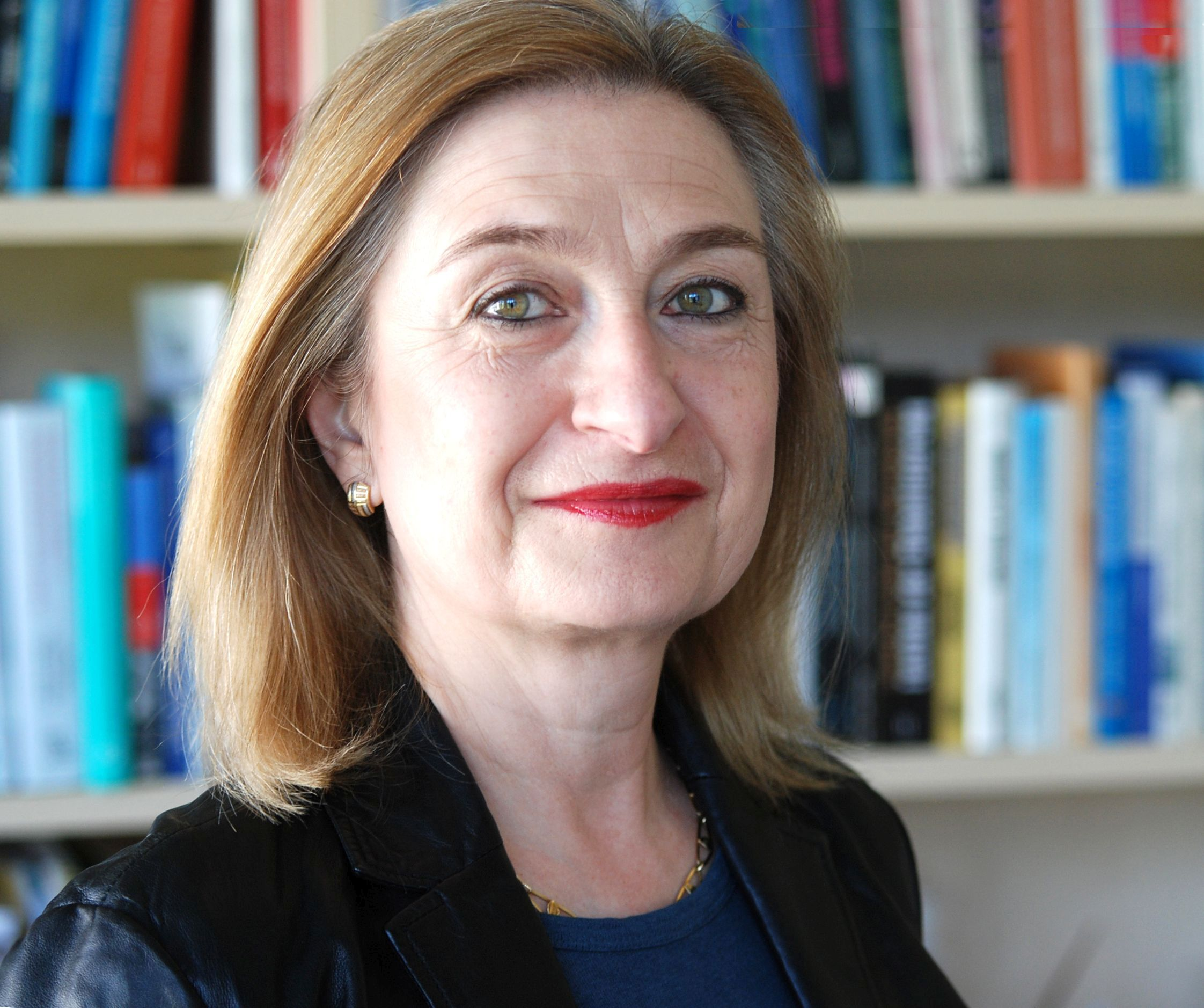
Joanna Pfaff-Czarnecka

Joanna Pfaff-Czarnecka (* 20. Juli 1956 in Warschau, Polen) lehrt als Professorin für Sozialanthropologie an der Fakultät für Soziologie der Universität Bielefeld. Sie hat die schweizerische Staatsbürgerschaft.

## Biografie
Von 1975 bis 1989 studierte Pfaff-Czarnecka Ethnologie, Rechtswissenschaft, Publizistik und Volkskunde an der Universität Zürich. Dort erwarb sie auch ihr Doktorat und habilitierte sich im Jahr 2001 (Lehrbefugnis für Ethnologie). Sie betrieb umfassende Feldforschungen in der Himalaya-Region (v. a. in Nepal) und in den mitteleuropäischen Zuwanderungsgesellschaften. Zu ihren Forschungsthemen gehören: das hinduistische Kastensystem, lokale Perspektiven auf Prozesse der Demokratisierung, ethnische Beziehungen sowie Theorie der Zugehörigkeit. Gegenwärtig erforscht sie 'das soziale Leben' der Universität, dabei v. a. die Ungleichheiten und Heterogenitäten im Prozess des Studierens.
Nach mehreren Jahren der Lehrtätigkeit in Zürich arbeitete sie 1998 als Übersetzerin in Nepal im Rahmen der ersten Mission des Internationalen Komitees des Roten Kreuzes (IKRK) und anschließend von 1999 bis 2001 als Wissenschaftliche Mitarbeiterin und Vertreterin des Direktors am Zentrum für Entwicklungsforschung an der Universität Bonn. Sie lehrte auch an den Universitäten Bern, Oxford, Tokyo und Kathmandu und hatte zahlreiche internationale Fellowships inne. Seit 2001 ist Pfaff-Czarnecka Professorin am Lehrstuhl für Sozialanthropologie an der Fakultät für Soziologie an der Universität Bielefeld. Einen Ruf an die Universität Wien lehnte sie 2004 ab. Sie engagierte sich umfassend in wissenschaftlichen Gremien, darunter als Präsidentin der Schweizerischen Ethnologischen Gesellschaft, als Prorektorin der Universität Bielefeld, als Dekanin der Fakultät für Soziologie, als Ko-Direktorin des Zentrums für interdisziplinäre Forschung der Universität Bielefeld und als Senatorin der Deutschen Forschungsgemeinschaft (DFG).
Die Schweizerin spricht neben Deutsch und Polnisch auch Englisch, Nepali und Französisch.

## Wichtigste Veröffentlichungen
- Nepal and the Wealth of Knowledge. Inequality, Aspiration, Competition and Belonging. The Mahesh Chandra Regmi Lecture. Kathmandu, Nepal: Social Science Baha, 2019.
- Zugehörigkeit in der mobilen Welt: Politiken der Verortung. Das Politische als Kommunikation, Band 3. Göttingen: Wallstein, 2012.
- Ethnic Futures. State and Identity in Four Asian Countries, verfasst zusammen mit D. Rajasingham, A. Nandy and T. Gomez. New Delhi: Sage, 1999.
- Macht und rituelle Reinheit. Hinduistisches Kastenwesen und ethnische Beziehungen im Entwicklungsprozess Nepals. Grüsch: Rüegger, 1989.

### Herausgeberschaften
- The Price of Belonging: Perspectives from Asia, zusammen mit É. R. Hölzle. Leiden: Brill, 2023.
- Belonging in Motion. Contested Social Boundaries in South Asia. Kathmandu: Social Science Baha, 2022.
- Universities as Transformative Social Spaces. Mobilities and Mobilisations from South Asian Perspectives, zusammen mit A. Kölbel und S. Thieme. Oxford: Oxford University Press, 2022.
- Das soziale Leben der Universität. Bielefeld: Transcript Verlag, 2017.
- Spaces of Violence in South Asian Democracies: Citizenship, Nationalist Exclusion and the (il)legitimate Use of Force, zusammen mit E. Gerharz. Asian Journal of Social Science (Brill) 2017, 45(6): 613-638.
- Facing Globalization in the Himalayas. Belonging and the Politics of the Self, zusammen mit G. Toffin. New Delhi: Sage, 2013.
- The Politics of Belonging in the Himalayas: Local Attachments and Boundary Dynamics, zusammen mit G. Toffin. New Delhi: Sage, 2011.
- Nationalism and Ethnicity in Nepal, zusammen mit D. Gellner und J. Whelpton. Kathmandu: Vajra Publishers, 2008.
- Die Ethnisierung des Politischen. Identitätspolitiken in Lateinamerika, Asien und den USA, zusammen mit C. Büschges. Frankfurt/New York: Campus, 2007.
- Rituale heute: Theorien, Kontroversen, Entwürfe, zusammen mit C. Caduff. Berlin: Reimer, 1999.